# Manses
Manses (okzitanisch Mansas) ist eine französische Gemeinde mit 128 Einwohnern (Stand 1. Januar 2022) im Département Ariège in der Region Okzitanien. Sie gehört zum Kanton Mirepoix und zum Arrondissement Pamiers. 
Sie grenzt im Nordwesten an Lapenne, im Nordosten und im Osten an Mirepoix, im Südosten an Coutens, im Süden an Tourtrol, im Südwesten an Teilhet und im Westen an Saint-Félix-de-Tournegat.

## Bevölkerungsentwicklung
| Jahr                       | 1962 | 1968 | 1975 | 1982 | 1990 | 1999 | 2008 | 2016 |
| -------------------------- | ---- | ---- | ---- | ---- | ---- | ---- | ---- | ---- |
| Einwohner                  | 161  | 155  | 139  | 127  | 138  | 123  | 122  | 129  |
| Quellen: Cassini und INSEE |      |      |      |      |      |      |      |      |

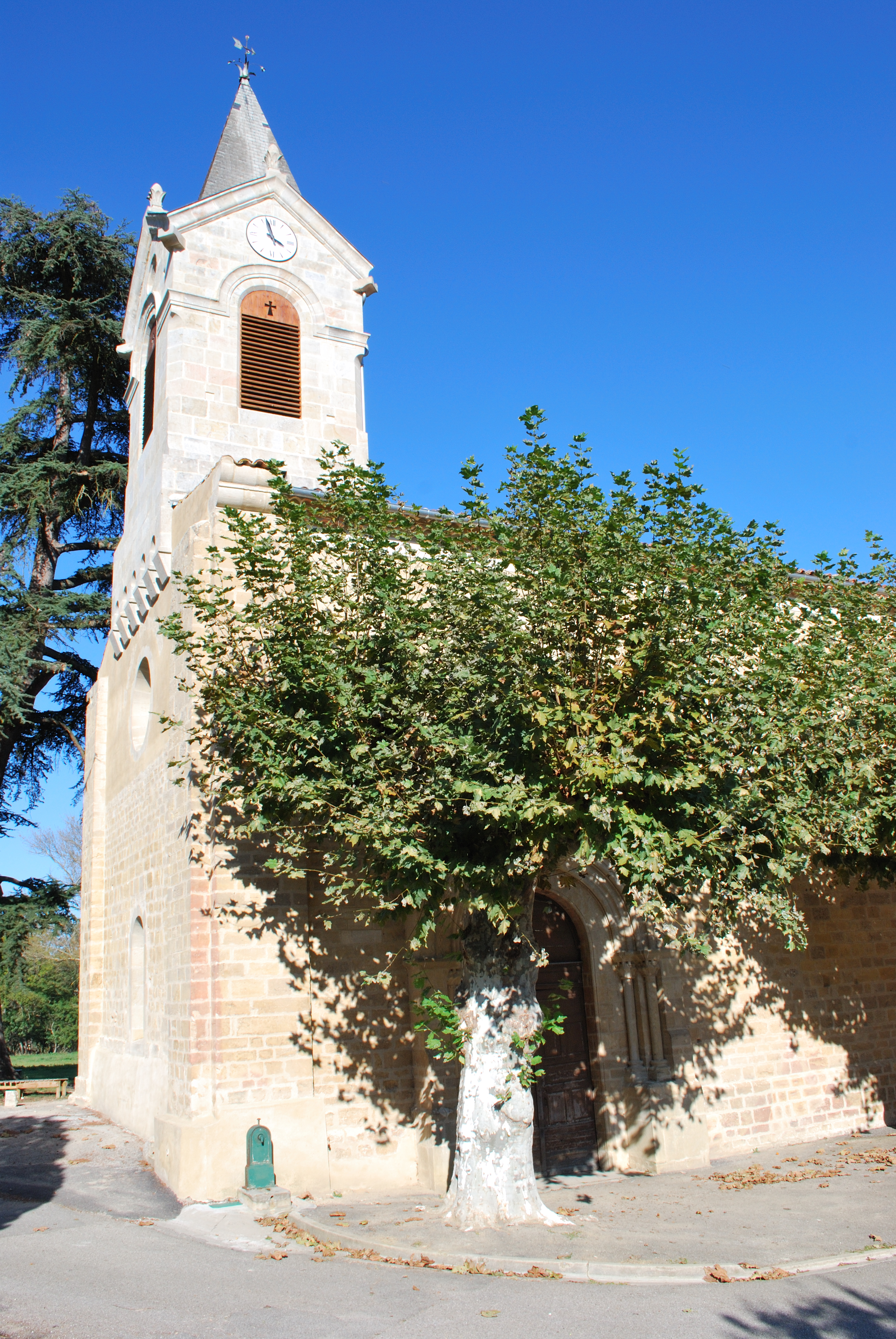
Kirche Saint-Jean-Baptiste, Monument historique seit 1992
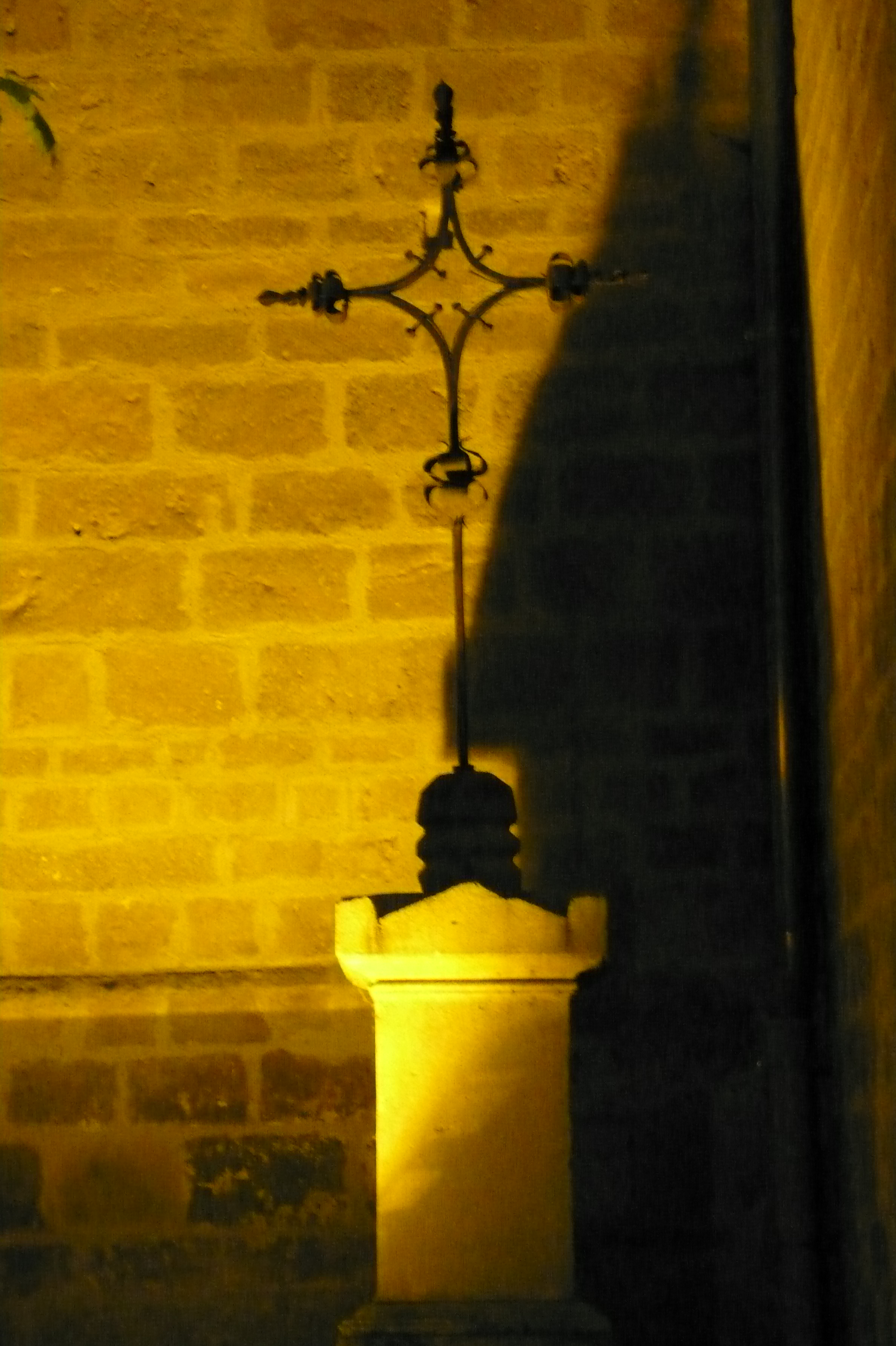
Croix de Manses, Monument historique seit 1980